# Eusebi Arnau

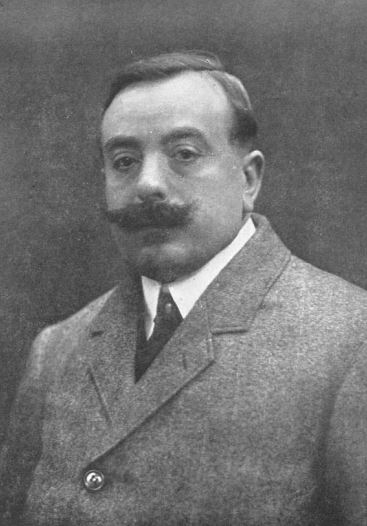
Eusebi Arnau i Mascort (1863–1933)

Eusebi Arnau i Mascort (* 8. September 1863 in Barcelona; † 2. Juli 1933 ebenda) war ein katalanischer Bildhauer, der sich vor allem im Skulpturenschmuck an Bauwerken, aber auch mit freien Skulpturen und Grabdenkmälern sowie als Medailleur ausgezeichnet hat. In unterschiedlichen Phasen seines Schaffens von Paul Dubois, Antonin Mercié, Auguste Rodin und Constantin Meunier beeinflusst, hat Eusebi Arnau Schlüsselwerke der katalanischen Bildhauerei geschaffen, vor allem in der Epoche des Modernisme.

## Biografie

### Die frühen Jahre
Eusebi Arnau i Mascort wurde 1863 in Barcelona als Sohn des aus Granollers stammenden Schuhmachers Francesc d´Assís Arnau i Forn und seiner aus Barcelona gebürtigen Ehefrau Balbina Mascort i Dutrès geboren. Es wurde am 13. September in der Pfarrkirche Sant Josep auf die Namen Eusebi, Nestavo, Zenó getauft. Nach dem Tod des Vaters 1870 an einer Gelbfieberinfektion blieb die Mutter mittellos zurück und übergab ihre fünf Kinder der Fürsorge der Casa de la Caritat in Barcelona, wo er schon als Kind seine ersten Werke aus Wachs fertigte. Ab etwa 1874 sammelte Eusebi Arnau zusammen mit seinen Brüdern in der Umgebung Gipsfragmente aus abgerissenen Häusern, das von ihm bevorzugte Rohmaterial, aus dem er Hunde oder Reliefs formte, die Kinderspiele darstellten. Er verzichtete auf eine grafische Idee und führte seine Vorstellungen direkt ohne eine zeichnerische Ausbildung aus.
Neben seiner Arbeit als Druckerlehrling in den Werkstätten der Casa de la Caritat trat er in das Atelier von Josep Gamot ein, der als sein erster Lehrer gilt, und begann dann zeitgleich im Alter von fünfzehn Jahren mit seiner Hochschulausbildung an der Schule der Schönen Künste von Barcelona, wo er ab dem akademischen Jahr 1878–1879 u. a. bei Agapit Vallmitjana i Barbany für die Fächer Zeichnen, Malerei, Bildhauerei und Gravur eingeschrieben war, die er regelmäßig bis zum akademischen Jahr 1884–1885 besuchte. Im Januar 1881 stellte er in der Sala Parés erstmals zusammen mit Josep Campeny und Marià Sangenís i Font Terrakottaarbeiten aus. 1883 erhielt er sein erstes Atelier auf einem sonnigen und ruhigen Dach der Casa de la Caritat. 1884 und 1885 nahm er jeweils an den Ausstellungen der Schönen Künste in der Sala Parés teil, 1884 mit der Büste „Caupolicán“ und 1885 mit „Soldado indio“ und „Tipo de mujer“. Der hohe künstlerische Anspruch, der an der berühmten Schule herrschte, die Vorbereitung seitens der Lehrer, die Fülle der vorhandenen Modelle und der intellektuelle Diskurs zwischen den Klassenkameraden formten sein Temperament, und Arnau brauchte wenig Zeit, um in der Modellierklasse zu glänzen. Im Juli 1887 modellierte er ein künstlerisch-industrielles Werk im Auftrag der Silberschmiede Cabot, das als Bronzeabguss im Schaufenster des Hauses ausgestellt wurde. Ab 1887 setzte er sein Studium in Rom dank eines Stipendiums der Escola Superior de Disseny i Art Llotja fort.

### Die Weltausstellung in Barcelona 1888
Das Exekutivkomitee der Weltausstellung von Barcelona 1888 bat die Akademie der Schönen Künste, zwei Verantwortliche zu benennen, die Teil der qualifizierten Jury für die Auswahl des besten Medaillenmodells sein sollten, mit dem die angesehensten Aussteller der Veranstaltung belohnt werden sollten. Unter den zweiunddreißig Vorschlägen für die Medaillen, die zum Wettbewerb eingereicht wurden, wurden die Entwürfe Eusebi Arnaus angenommen. Da das Café-Restaurant der Weltausstellung noch nicht fertiggestellt war, beauftragte der Bürgermeister Barcelonas Lluís Domènech i Montaner mit der Fertigstellung, der dies mit einer Gruppe von Künstlern, darunter auch Eusebi Arnau bewerkstelligte. Aus diesem Projekt des Castell dels Tres Dragons baute Arnau eine feste berufliche und persönliche Beziehung zu den Architekten Lluís Domènech i Montaner und Antoni Maria Gallissà auf. Während dieses Projekts begann er mit der Anwendung der dekorativen Kunst an Bauwerken und mit der Interaktion mit Architekten.

### Die Jahre 1891 bis 1901
Nach der Ersten Allgemeinen Ausstellung der Schönen Künste von Barcelona 1891 erhielt sein Werk "Ave María" von der Jury ein Ehrendiplom, das Arnau erlaubte, im Städtischen Museum der Schönen Künste auszustellen. Im Jahr 1893 nahm Arnau an der Weltausstellung in Chicago mit den Werken Spes (in Gips) und Ave María (in Terrakotta) teil und reichte einen Entwurf für die Vorderseite der "Gedenkmedaille zum 400. Jahrestag der Fahrt von Kolumbus" ein. 1895 schloss er sich dem Team um Josep Puig i Cadafalch an, das das Flurkreuz am Heiligtum Mare de Déu de la Misericòrdia in Canet de Mar gestaltete. Ab dem Herbst 1895 konnte er in einem besseren Atelier erstmals Assistenten aufnehmen. So traten Emili Fontbona i Ventosa und Pablo Gargallo Catalán, damals sechzehn bzw. vierzehn Jahre alt, als unbezahlte Lehrlinge in seine Werkstatt ein.
Bei der dritten Ausstellung der Schönen Künste 1896 präsentierte Eusebi Arnau die Gruppe „Redención“ (in Gips), die von der Stadtverwaltung von Barcelona für das Museum der Schönen Künste erworben wurde. Außerdem erhielt Arnau für „Die Heilige Familie in Nazareth“ den vom Bischof von Vic gestifteten Sonderpreis. Im gleichen Jahr heiratete er Tomasa Viader i Pardinella. Unter dieser Ehe litt Arnau in der Folge sehr, da seine Frau eine psychische Erkrankung entwickelte, vor der er sich in die Arbeit flüchtete. 1898 präsentierte Arnau bei der Ausstellung der bildenden Künste und der künstlerischen Industrie zwei Werke, die in der zentralen Halle ausgestellt wurden: „Bes de mare“, eine Marmorgruppe, und die Marmorbüste von Marià Aguiló, die im Auftrag des Ateneu Barcelonès angefertigt wurde. Im Jahr 1899 erhielt er eine ehrenvolle Erwähnung auf der Allgemeinen Ausstellung der Schönen Künste in Madrid mit dem Werk „Sant Jeroni“, einem männlichen Akt, der auf die gleiche bekleidete Figur der Kirche Santa Engràcia in Zaragoza verweist. 1899 war Domènech i Montaner Präsident des Ateneu Barcelonès und Antoni Marià Gallissà Vizepräsident. Eusebi Arnau stieß kurz darauf hinzu und verblieb bis Juli 1919 im Verwaltungsrat. In diesen Jahren schuf er die skulpturalen Arbeiten an der Fassade der Kirche Sant Esteve i Santa Maria de Cervelló von Gallissà.

### Anwendung der Skulptur in der Architektur 1902 bis 1909
Im Januar 1902 schuf Arnau die Büste von Pater Jacint Verdaguer, das als Gipsmedaillon in der Villa Joana, einem Nebenstandort des Historischen Museums der Stadt Barcelona aufbewahrt wird. Im Mai 1902 war er Teil der Jury für die Zulassung zur Zweiten Ausstellung der Schönen Künste, die auf dem Gelände des Ateneu Barcelonès organisiert wurde. 1903 wurde das neue Haus Masriera i Campins in der Carrer de Ferran eingeweiht, ein Gebäude, das im jährlichen Wettbewerb für Gebäude und städtische Einrichtungen Barcelonas aufgrund seiner skulpturalen Motive an der Fassade, die von Eusebi Arnau gestaltet worden war, eine lobende Erwähnung erhielt.
1904 organisierte die Provinzakademie der Schönen Künste anlässlich des Besuchs von König Alfons XIII. in Barcelona eine Ausstellung zeitgenössischer katalanischer Kunstwerke im Atelier des Konsiliars der Akademie, Josep Masriera, wo auch Werke von Arnau gezeigt wurden. Am 29. Mai 1905 unterzeichnete Arnau ein Dokument, in dem er zusagte, die Ausführung der Skulpturen des Hospitals de la Santa Creu i Sant Pau zu übernehmen. Im Jahr 1906 gewann die Casa Lleó Morera am Passeig de Gràcia den jährlichen Preis des Stadtrats für städtische Bauvorhaben, die 1905 vollendet worden waren. Architekt war Lluís Domènech i Montaner, während Eusebi Arnau alle Skulpturen übernahm. Im Juni 1906 druckte die Zeitschrift „Arquitectura y Construcción“ neun Reproduktionen von Skulpturen Arnaus ab und kommentierte, „dass Arnaus Name allen, die die moderne Architektur in Katalonien verfolgen, bekannt sein müsse“. Er sei „mehr als ein Zuarbeiter des Architekten“, denn „viele der an den Gebäuden erzielten Effekte würden eine sehr bedeutsame Veränderung erfahren, wenn Arnaus Werk durch das eines anderen Künstlers von geringerem Wert ersetzt würde“.
Im April 1907 erhielt er den 2. Preis in Höhe von 500 Peseten bei der V. Internationalen Kunstausstellung in Barcelona für seine Marmorskulptur „Bust de Matrona representant Barcelona“. Es ist paradox, dass er als Künstler des Modernisme den Preis für einen Wettbewerb erhielt, der von Eugeni d’Ors i Rovira angeregt wurde, der den Noucentisme, den katalanischen Neoklassizismus, begründete und mit dem Modernisme brach. Arnau schuf auch die Medaille für diese Ausstellung mit einer Reproduktion seiner Frauenbüste auf der Vorderseite und einer schon mehr dem Noucentisme entsprechenden Darstellung der Venus auf der Rückseite. 1908 nahm er mit zwei Skulpturen, zehn Medaillen und einem verzierten Metalltresor an der Allgemeinen Ausstellung der Schönen Künste und der künstlerischen Industrie in Madrid teil und gewann für seinen Tresor einen 1. Preis in der Kategorie Metallbearbeitung. Ein Teil der Figurengruppen wie „Fortuna gibt den Armen Geld“ oder „Der plötzliche Tod auf der Jagd nach Fortuna“ wurde zusammen mit einer Würdigung Arnaus in „Ilustració Catalana“ abgedruckt. Arnau war häufig in Madrid und hatte dort auch große Aufträge, wie die Skulpturen am Casino de Madrid und am Monument für Alfons XII. im Retiro-Park, so dass er vor seiner zweiten Ehe mit Anna París Boadella 1910 daran dachte, sich dort niederzulassen. 1908 gewann der Palau de la Música Catalana den Preis für das beste fertiggestellte Gebäude, wiederum ein Entwurf von Domènech i Montaner, zu dem Arnau wichtige skulpturale Elemente beisteuerte, wie die Büsten von Palestrina, Bach und Beethoven im zweiten Geschoss der Fassade, die Pegasoi im Treppenhaus und die Skulpturen der Musen hinter der Bühne. Am 22. Juni 1908 begann Frederic Marès i Deulovol im Atelier von Arnau zu arbeiten, das mit den überlebensgroßen Figuren für das Verwaltungsgebäude des Hospital de la Santa Creu i Sant Pau beschäftigt war.

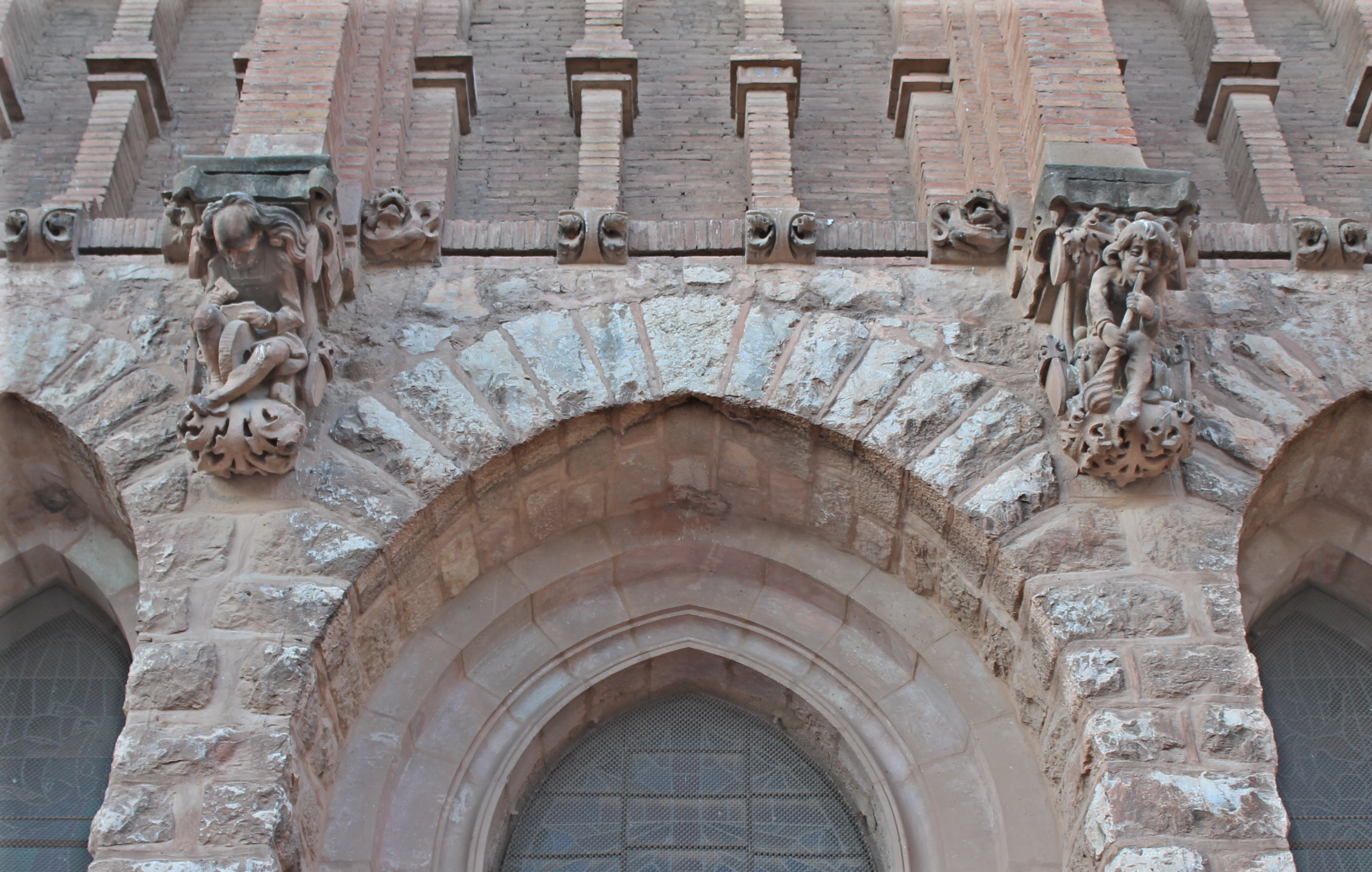
Kirche St Esteve i Santa Maria in Cervelló 1901
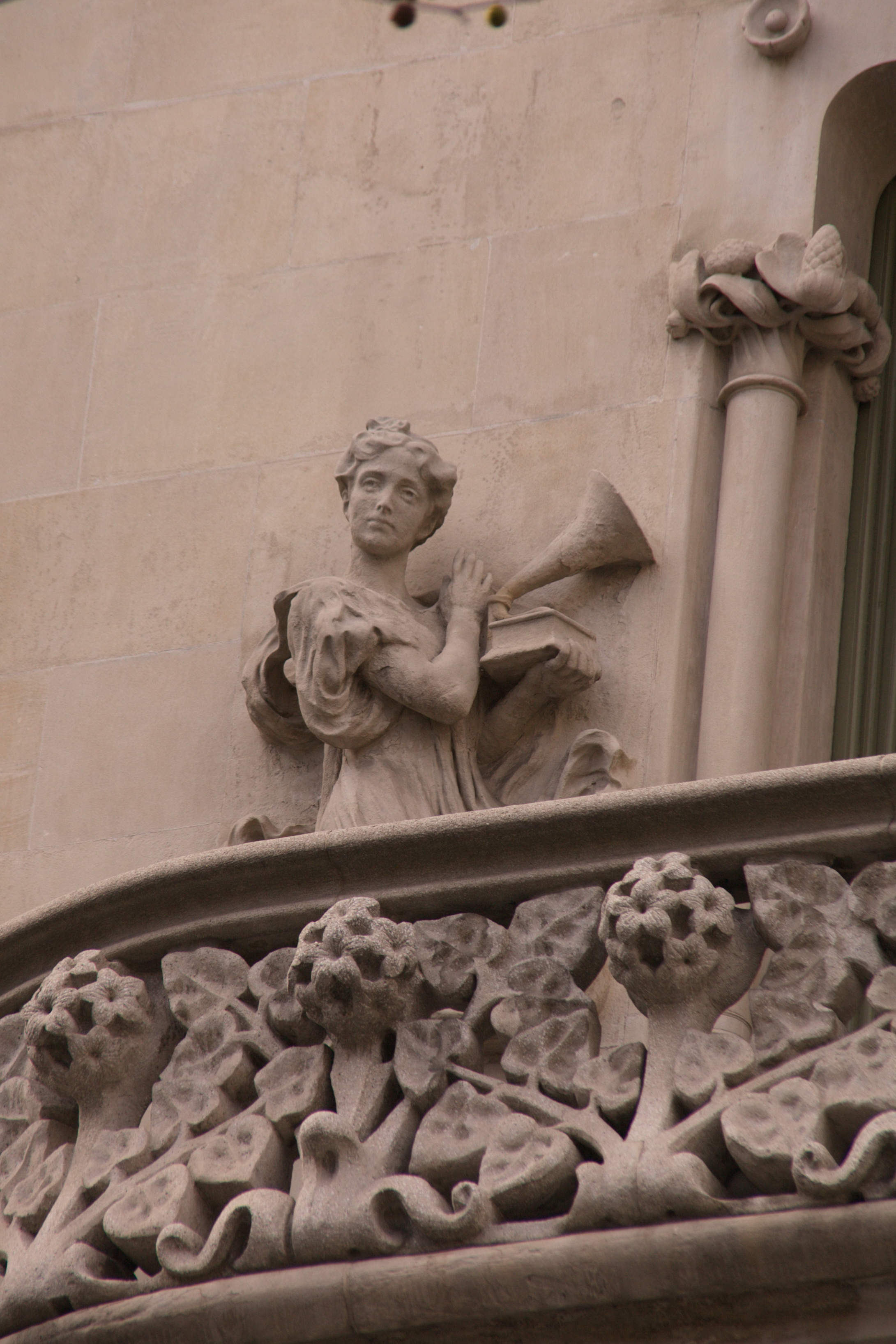
Casa Lleó Morera 1905
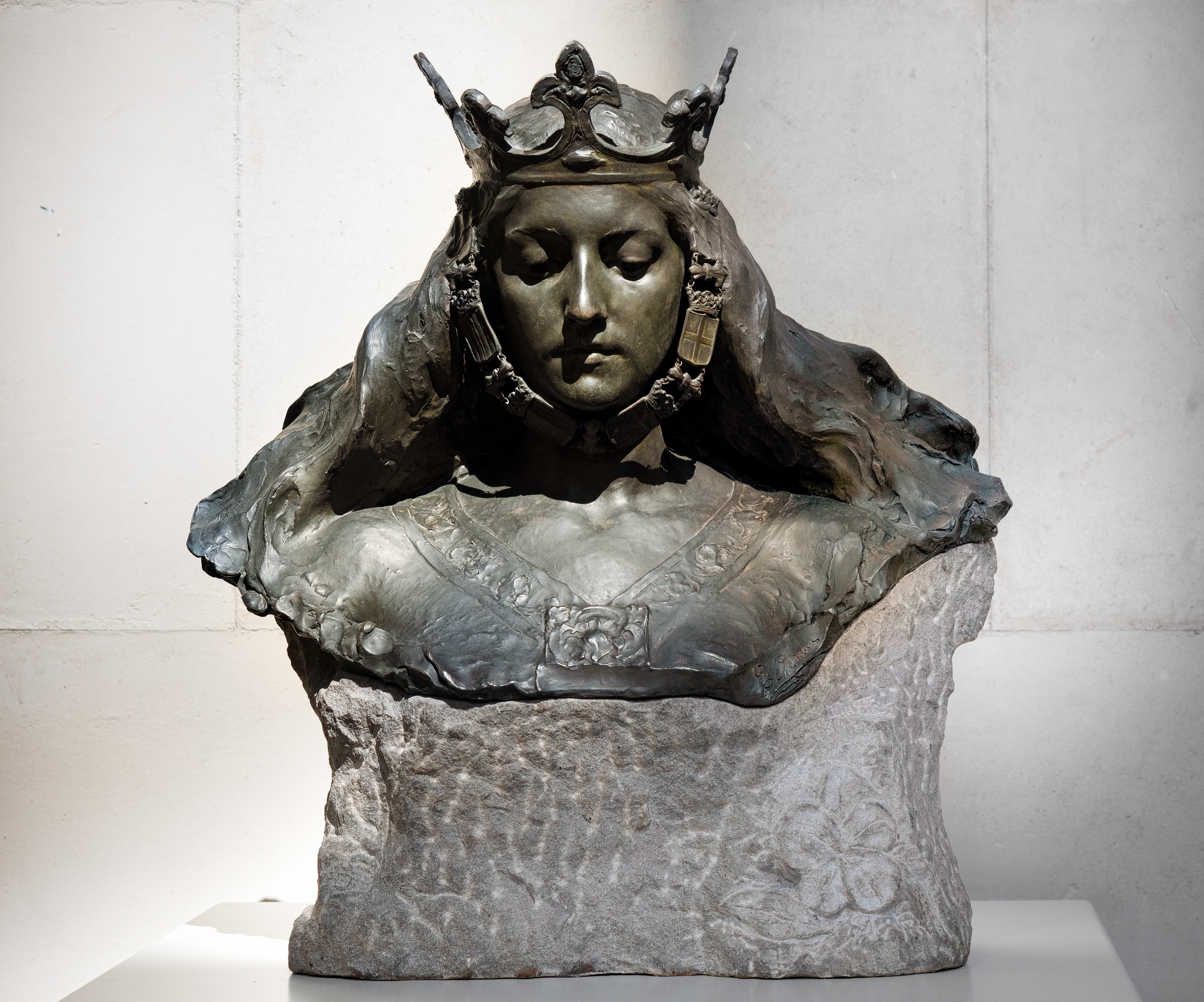
Büste der Frau als Repräsentantin Barcelonas 1907
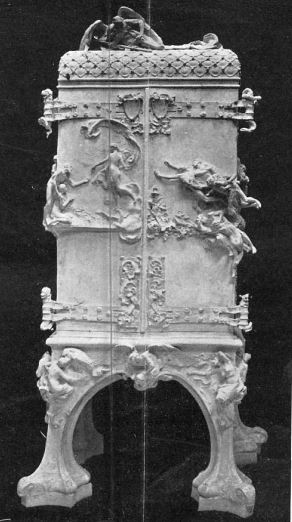
Verzierter Tresor 1908
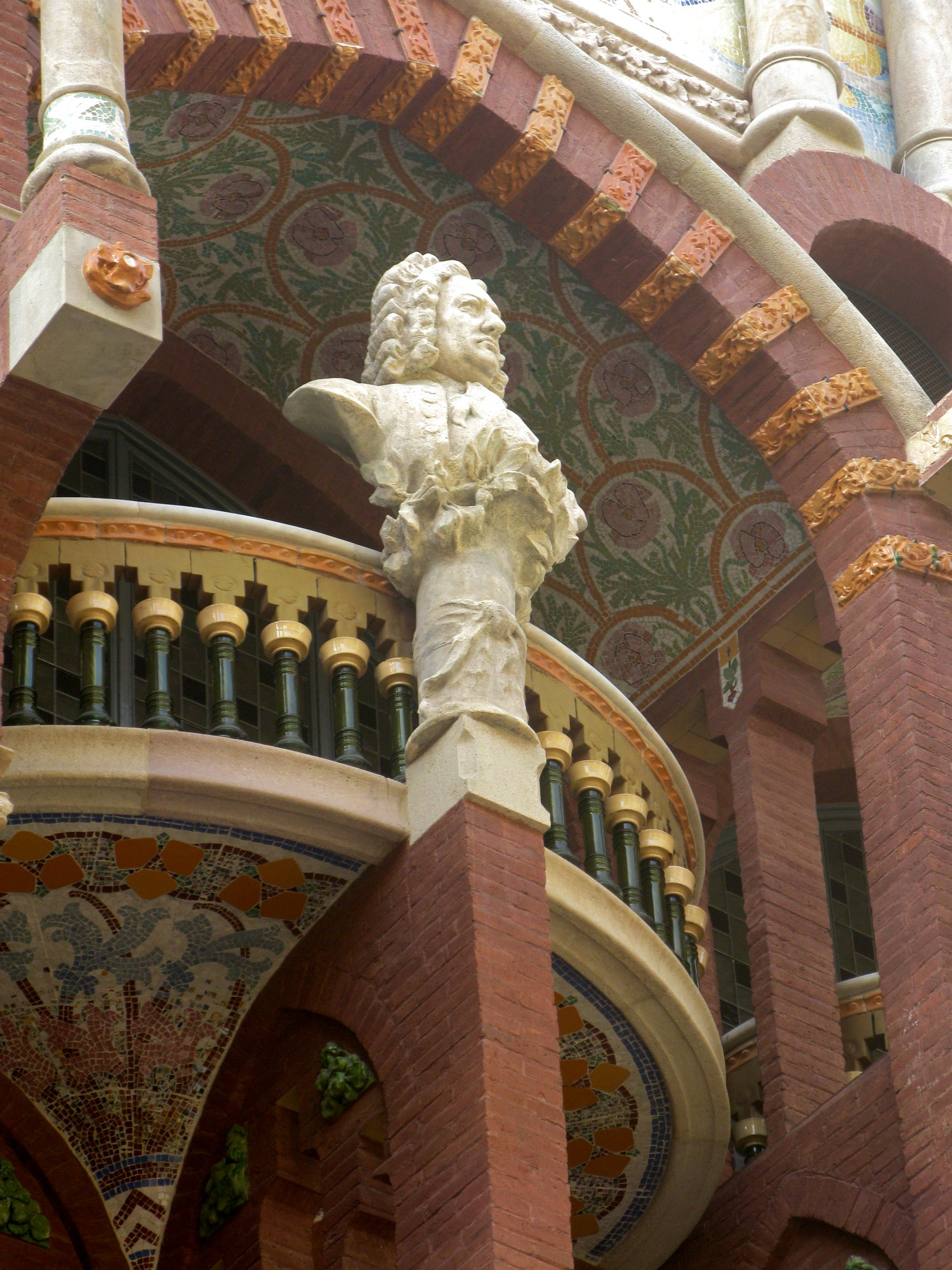
Büste von Johann Sebastian Bach am Palau de Música Catalana 1908
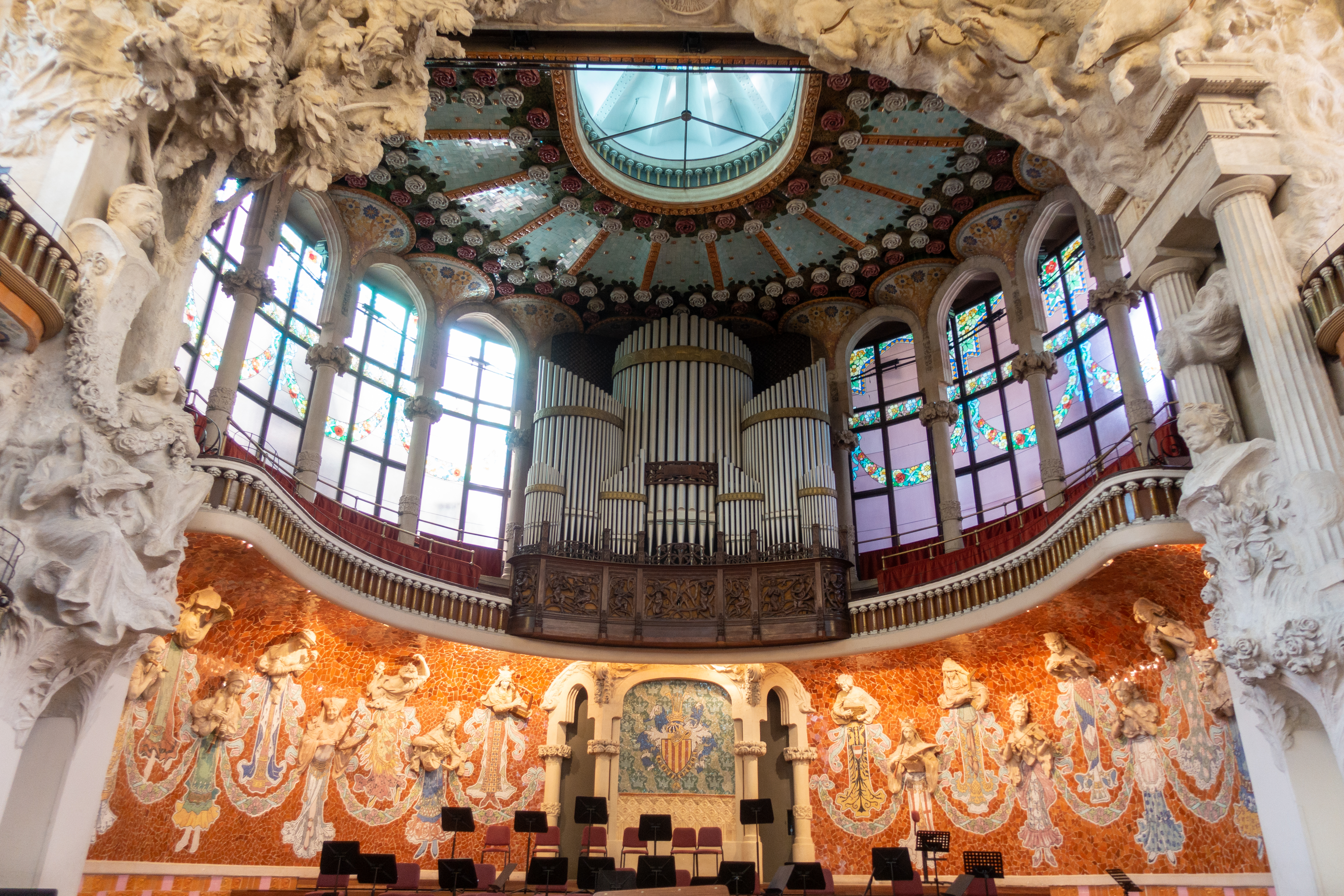
Skulpturen der Musen 1908
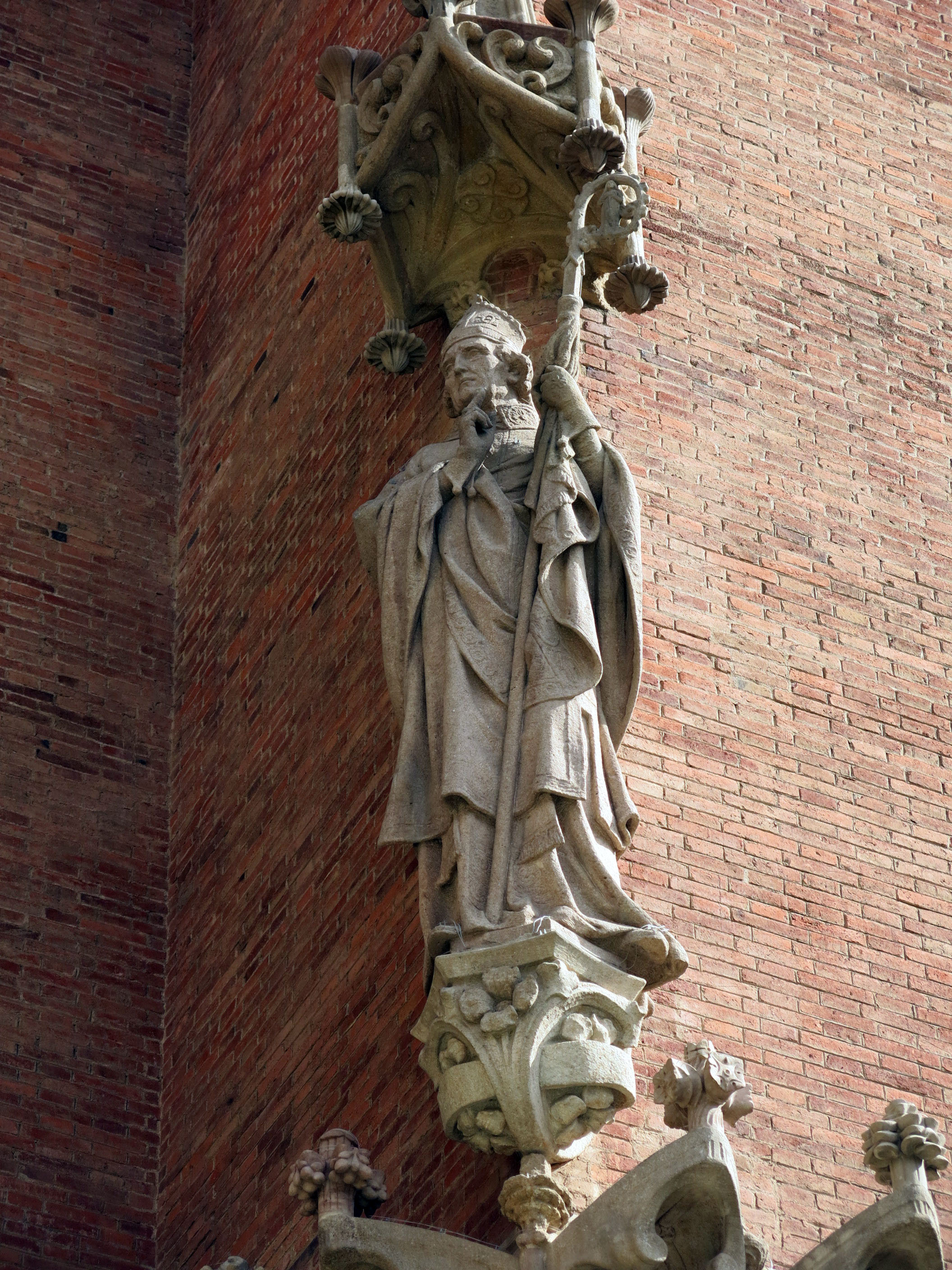
Statue des Bischofs Joan Ermengol am Hospital de la Santa Creu i Sant Pau 1908

### Die letzten Jahre seines künstlerischen Schaffens 1910–1919
Am 29. April 1911 wurde in Barcelona die VI. Internationale Kunstausstellung eröffnet, bei welcher Arnau die vom Cercle Artístic gestiftete Goldmedaille erhielt. Er schuf noch bildhauerische Werke von Persönlichkeiten der Kultur wie die Denkmäler für Teodor Llorente (1912), Joan Maragall (1913), Pater Jacint Verdaguer und Manuel Milà i Fontanals (1911). Auf der Nationalen Ausstellung für Malerei, Skulptur und Architektur 1912 erhielt er den dritten Preis für Bildhauerei für das Werk „The Wave“. 1915 wurde die Via Crucis des Klosters Montserrat eröffnet, ein Projekt des Architekten Enric Sagnier i Villavecchia, für das Arnau die Modelle aller Skulpturen schuf, die dann von Joan Pujol in Stein umgesetzt wurden. Der Tod Auguste Rodins 1917 traf Arnau schwer, da dieser großen Einfluss auf sein Schaffen hatte. 1919 meldete sich Arnau aus dem Ateneu Barcelonès ab.

## Späte Ehren und Tod
Im März 1929 teilte ihm die Generaldirektion der Schönen Künste im Namen des Königs seine Ernennung zum Mitglied des Exekutivkomitees der Internationalen Ausstellung für Malerei, Skulptur, Zeichnung und Gravur im Palau d'Art Modern im Rahmen der Weltausstellung in Barcelona mit. Arnau erhielt als Mitglied des Organisationskomitees auch die Ehrenmedaille der Ausstellung. Im September 1929 schenkte Arnau die gegossene Bronzebüste von Lluís Domènech i Montaner der Akademie der Schönen Künste von Sant Jordi.
Ab 1930 verschlechterte sich seine Gesundheit und er litt an Angina pectoris. Eusebi Arnau i Mascort starb am 2. Juli 1933. Nachrufe erschienen in den Zeitungen El Noticiero Catalán, La Veu de Catalunya, Diario de Barcelona und La Vanguardia. Die Mitglieder der Akademie der Schönen Künste von Sant Jordi drückten auf der Generalversammlung vom 31. Oktober 1933 ihr Beileid aus. Dabei würdigte ihn Josep Puig i Cadafalch: „Der verstorbene Künstler hatte größeres Verdienst, als ihm zuerkannt wurde, und eine seiner Qualitäten war die große Leichtigkeit in der Konzeption und in der Ausführung“.